# Manœuvres impériales
Pour plus de détails, voir Fiche technique et Distribution.
Manœuvres impériales (titre original : Kaisermanöver) est un film autrichien réalisé par Franz Antel sorti en 1954.

## Synopsis
Un livre provoque des troubles chez les Kaiserjäger : les habitants de longue date se plaignent du livre Manœuvres impériales d'un auteur anonyme, les jeunes le vénèrent pour sa critique claire des structures traditionnelles. Ce que personne ne sait, c'est que le populaire Hauptmann Gustl Eichfeld est l'auteur du livre. Il aime Valerie, la fille de son supérieur von Trattenbach, mais elle le préférerait toujours au major von Jurinic, qui a des sentiments pour elle. Von Trattenbach, d'autre part, favorise le mariage de sa fille avec le major et n'a aucune idée de l'amour de Valerie pour Gustl. Les deux doivent donc se rencontrer secrètement.
Jurinic sait que Valerie ne l'aime pas, mais le capitaine l'aime. Même dans une course de chevaux, il ne peut pas la convaincre de ses qualités, car lui et Gustl finissent à égalité. Jurinic trouve le livre Manœuvres impériales dans la chambre de Gustl et une lettre de l'éditeur à Gustl. Au bal de minuit, Valerie danse de manière démonstrative la danse décisive avec Gustl. Jurinic révèle que Gustl est l'auteur du livre au père de Valerie, qui est horrifié et suggère à Gustl de dire au revoir aux Kaiserjäger. Gustl, à son tour, provoque Jurinic en duel.
Comme Jurinic, le meilleur tireur de la société, tirera le premier au duel, Valerie craint pour la vie de Gustl. Elle se rend chez Jurinic la nuit avant le duel et le supplie d'annuler le duel. Lorsqu'il n'y consent pas, Valerie accepte finalement de devenir sa femme. Bien que la condition préalable pour cela était que le duel n'ait pas eu lieu, Jurinic fait le duel le lendemain avec Gustl, qui ne sait rien des actions de Valerie. Jurinic est ivre et manque donc Gustl. Gustl, à son tour, tire en l'air lorsqu'il se rend compte que Jurinic peut à peine se tenir droit. En raison de son comportement déshonorant, Török met fin à son amitié avec son meilleur ami Jurinic.
Le mariage de Jurinic et de la malheureuse Valerie commence. À la dernière seconde, Gustl peut être convaincu par le chef de train Franz Radler que Valerie n'aime que lui et ne voulait sauver sa vie que par le mariage. À la dernière seconde, Gustl peut empêcher le mariage. En raison d'un comportement inapproprié, il est maintenant menacé d'exclusion des Kaiserjäger et d'emprisonnement. Seul Radler, le père de Franz et l'ancien père adoptif de Gustl, peut aider. Il va voir l'empereur François-Joseph, lui décrit les incidents en détail et lui donne un exemplaires des Manœuvres impériales. L'empereur, à son tour, décide que le livre est scandaleux, mais qu'il exprime une critique légitime du système militaire. Török et les autres jeunes Kaiserjäger ont également demandé à l'empereur de pardonner à Gustl indépendamment de Radler. Puisque Gustl a empêché le mariage de Valerie, il est obligé par l'empereur d'épouser Valerie. Et Franz Radler trouve aussi une femme : il épousera Steffi, la femme de chambre de Valerie.

## Fiche technique
- Titre : Manœuvres impériales
- Titre original : Kaisermanöver
- Réalisation : Franz Antel assisté d'Arnfried Heyne
- Scénario : Jutta Bornemann (de), Karl Leiter, Gunther Philipp
- Musique : Hans Lang
- Direction artistique : Hans Rouc, Julius von Borsody
- Costumes : Gerdago
- Photographie : Georg Bruckbauer (de)
- Son : Kurt Schwarz
- Montage : Arnfried Heyne
- Production : Erich von Neusser
- Sociétés de production : Hope Film, Neusser-Film
- Société de distribution : Sascha Filmverleih
- Pays de production :  Autriche
- Langue : allemand
- Format : Noir et blanc - 1,37:1 - Mono - 35 mm
- Genre : romantique
- Durée : 102 minutes
- Dates de sortie :
  - Allemagne : 3 août 1954.
  - Autriche : 7 septembre 1954.
  - France : 25 novembre 1955 (Strasbourg)[1].
  - Suède : 9 janvier 1956.
  - Danemark : 30 janvier 1956.
  - Pays-Bas : 3 mai 1957.

## Distribution
- Rudolf Prack : Gustl Eichfeld
- Winnie Markus : Comtesse Valerie von Trattenbach
- Erik Frey : Major Mirko comte Jurinic
- Hans Moser : Radler
- Hannelore Bollmann : Steffi
- Gunther Philipp : Hauptmann Török
- Walter Müller : Zugsführer Franz Radler
- Josef Meinrad : Pfeifendeckel Wondrasch
- Oskar Sima : Feldwebel Pieringer
- Susi Nicoletti : Comtesse Trangini
- Harry Hardt : Général Ferdinand von Trattenbach
- Benno Smytt : François-Joseph
- Ilse Peternell : Theres

## Production
Après le grand succès du film Une valse pour l'empereur, Franz Antel prévoit une suite avec les mêmes acteurs. Cette fois, l'armée joue un rôle important, mais Antel ne veut pas de figurants sans formation militaire. Lorsqu'il apprend que la Gendarmerie fédérale avait formé environ 900 hommes qui formeront la base de la future armée fédérale, ces hommes lui apparaissent comme les soldats idéaux. Après des négociations difficiles, le secrétaire d'État Ferdinand Graf donne la permission et le célèbre combattant de la résistance Ferdinand Käs sera le commandant. Lorsque le ministre responsable Oskar Helmer découvre cela après les premières scènes, il interdit aux gendarmes d'être figurants. Ce n'est que grâce à une audience avec le chancelier fédéral Julius Raab obtenue par Graf qu'Antel peut sauver la coopération des gendarmes et donc tout le projet.

## Source de la traduction
- (de) Cet article est partiellement ou en totalité issu de l’article de Wikipédia en allemand intitulé « Kaisermanöver (Film) » (voir la liste des auteurs).